# Jindong
För andra betydelser, se Jindong (olika betydelser).
Jindong är ett av stadsprefekturen Jinhuas två stadsdistrikt och är beläget i provinsen Zhejiang i östra Kina.
Befolkningen uppgick till 475 800 invånare vid folkräkningen år 2000. Jindong var tidigare ett härad under namnet Jinhua, men har på senare år fått status som stadsdistrikt. Distriktet var år 2000 indelat i femton köpingar (zhèn) och åtta socknar (xiāng). Den största orterna i distriktet är (med invånarantal 2000) Xiaoshun (59 846) och Bailongqiao (53 779).